# بنزیل الکل
بنزیل الکل (به انگلیسی: Benzyl alcohol) یک ترکیب شیمیایی است. 